# Al borde (canción)
«Al Borde» (estilizado como AL BORDE) es una canción del cantautor argentino Milo J. Fue lanzado el 13 de abril de 2023 a través del sello Dale Play Records y cuenta con un videoclip oficial. El sencillo forma parte del EP 511 del cantante ya mencionado.
El 19 de diciembre de 2024, Milo J publicaría la versión en vivo de la canción, la que formaría parte del álbum en vivo 18 (En Vivo Estadio de Morón) del cantante anteriormente mencionado. Sería publicada a YouTube y Spotify a través del sello Dale Play Records.

## Antecedentes
A través de sus redes sociales, el cantante Milo J anunciaría el tracklist de su EP 511, en el que destacaría la canción Al Borde. El EP fue lanzado el 13 de abril de 2023, incluyendo el tema anteriormente citado.